# Fiat Tempra
El Fiat Tempra (Tipo 159) es un  automóvil de turismo del segmento C, producido por el fabricante italiano Fiat entre 1990 y 1996 en Italia. El Tempra fue concebido como sustituto del Fiat Regata. El proyecto original se denominó Tipo 3, un automóvil mediano entre el Fiat Tipo (proyecto Tipo 2) y el Fiat Croma (proyecto Tipo 4), de mayor tamaño. El Tempra comparte la plataforma Tipo 3 (Tipo 2 alargada) con el Lancia Dedra y el Alfa Romeo 155.
Este modelo, presentaba dos opciones de carrocería siendo estas una berlina de dos o cuatro puertas y un familiar que, recibía el apelativo "Weekend" o "SW" según mercado. Con su presentación, el Tempra complementaba la gama de productos derivados del hatchback Fiat Tipo lanzado en 1988.
Fue diseñado y presentado en Italia por Fiat como reemplazo del modelo Fiat Regata (el Tipo hacía lo propio con el Ritmo) donde se produjo hasta 1995, mientras que en Turquía fue construido desde 1990 por la subsidiaria TOFAŞ hasta 1999. Más tarde, en Brasil su producción inició en el año 1992 con mecánicas argentinas y cesó su producción para 1997. La producción del Tempra en este mercado, permitió años más tarde su expansión en el Mercosur. Al mismo tiempo, fue producida una versión exclusiva para ese país, siendo esta una cupé de dos puertas y equipada con un motor de 2000 cm³ y 16 válvulas de origen argentino. En todos los casos fue reemplazado por el Fiat Marea.
En cuanto a sus motorizaciones, sus impulsores variaban entre gasolina y diésel, siendo la gama de gasolina compuesta por los impulsores denominados Motor Tipo 1.4 y 1.6 además de un 1.8 y dos 2.0 L con opciones de alimentación carburada o mediante inyección electrónica de combustible, mientras que los motores diésel eran todos de 1.9 L con opción turbodiesel.
Entre sus rivales más destacados figuraban el Citroën Xantia, el Peugeot 406 y comercialmente con el Volkswagen Passat,y Ford Mondeo

## Historia
El Fiat Tempra se presentó en el año 1990 en Italia, elaborado sobre la plataforma "Tipo 2" misma que compartía la segunda generación del Lancia Delta y el Alfa Romeo 155, como respuesta a la demanda local de un vehículo sedán que diera reemplazo al Fiat Regata. Este modelo, fue presentado también para complementar la línea del producto Fiat Tipo que había sido lanzado previamente en 1988, para reemplazar al Fiat Ritmo (versión hatchback del Regata). De esta manera, Fiat continuaba ofreciendo al mercado del segmento C un nuevo tándem de productos derivados que no compartían el nombre, práctica ya llevada a cabo anteriormente con la dupla Ritmo-Regata y que con los años posteriores se volvería tradición hasta la actualidad. Esta tendencia fue también observada en otros segmentos de la marca como el caso del Uno-Duna.  En cuanto a la segmentación comercial, el Tempra pasaba a ocupar la franja que dejaba vacante el Fiat Regata, posicionándose (siempre en la categoría sedán) por encima del Fiat Duna y por debajo del Fiat Croma.
El Tempra berlina se presentó por primera vez en los periódicos en noviembre de 1989 y se presentó en marzo de 1990 en el Salón del Automóvil de Ginebra. La versión familiar (comercializada como "Tempra SW") llegó dos meses después a Turín. La gama inicial de motores incluía motores de gasolina de 1.4, 1.6 y 1.8 litros, así como motores diésel atmosféricos y turboalimentados de 1.9 litros.
El vehículo comenzó a producirse en Brasil para los mercados latinoamericanos, tras su lanzamiento en Aruba en septiembre de 1991. Presentado por primera vez en septiembre de 1992, se produjo una versión coupé de dos puertas exclusivamente para el mercado brasileño. Se fabricó hasta 1995, y también estuvo disponible allí una versión de gasolina turboalimentada.
En el mercado argentino, compartió el segmento C hasta 1995 con el Fiat Regata modelo que gozaba de mayores ventas a pesar de lo añoso de su concepción original. En 1992 el Fiat Regata ofrecía en dicho mercado su último rediseño general con una serie de soluciones que lo modernizaban pero igual se lo ofrecía comercialmente por debajo de la gama Tempra. Incluso llegó a venderse en versiones base sin aire ni dirección asistida denominadas S (la tope de gama era la SC, con una variante deportiva denominada Regatta 2000 en alusión a la cilindrada de  su impulsor 2.0 8v). Mientras que la planta impulsora se producía en Córdoba Argentina por Cormec de 2.0 L de cilindrada y 8 válvulas (DOHC) era la que equipaba las versiones tope de gama del Regata, y a casi todas las del Tempra con excepción de las más full que montaban un 2.0 16v y 127 cv.
Debido a sus más de 4 metros de largo y su diseño en estilo punta de lanza, el Tempra impresionaba por sus medidas y diseño, ya que conjugaba líneas rectas en su frente y baúl, con una suave línea de cintura ascendente desde adelante hacia atrás. Uno de sus atributos más llamativos, fue su baúl de casi 500 L de capacidad, considerado como el más grande diseñado en su época. Al mismo tiempo, presentaba una enorme habitabilidad interna gracias a su interior espacioso y sus casi 1,5 metros de altura. 
El lanzamiento de este modelo, se dio con una primera generación de motores que presentaban variedades en cuanto a cilindrada, alimentación y tecnología. La piedra fundacional de esta gama, presentó un impulsor bastante conservador para un coche de esta clase, como lo fue el Motor Tipo 1.4 heredado de las primeras generaciones del Fiat Tipo, que le permitía generar 78 CV de potencia a 6000 RPM, lo que representaba un rendimiento bastante lógico siendo un motor demasiado pequeño para tan grande automóvil. Este impulsor, estaba acoplado a una caja manual de 5 velocidades y reversa. A esta versión la sucedía el Tempra 1.6, que además de incorporar el motor Tipo 1.6 de 1581 cm³ y 86 CV de potencia, presentaba como principal novedad la incorporación opcional de una caja automática de 4 marchas. El abanico de versiones impulsadas a gasolina lo completaba la versión 1.8 ie SX, con motor Fiat Twin Cam 1.8 de 1756 cm³ y 110 CV de potencia, que equipaba una caja manual de 5 marchas y tal como lo indicaban sus siglas, incorporaba como novedad el sistema de alimentación por inyección electrónica. Finalmente y cerrando esta gama de productos, fue presentada también una versión diésel Tempra 1.9 D, la cual estrenaba como principal atributo un motor Fiat Diésel SOHC 1.9 de 1929 cm³ y capaz de generar una potencia de 65 CV a 6000 rpm. La producción de estos modelos se inició el 1 de septiembre de 1990, cerrando todos el  1 de abril de 1992.
En 1992 se produce el primer quiebre tecnológico en la producción del Tempra, ya que a partir de ese año las versiones más básicas fueron presentadas con motores de 1.6 L, tanto con caja manual como automática. Pero la gran novedad radicó en la incorporación de la versión 2.0 ie SX, presentada como tope de gama y con la implementación del impulsor Fiat Twin Cam 2.0 de 1995 cm³ y 115 CV (heredado del Croma), equipado con caja automática e inyección electrónica. En cuanto a las versiones con motor 1.6, la gama comenzaba a identificarse con letras y estaba compuesta por el S (manual y automático), el S ie (automático con inyección electrónica), el SX (manual y dos opciones de automático), el SX ie (manual y automático con inyección electrónica) y el Eleganza (manual con inyección electrónica y acabados de lujo). 
En la segunda serie del vehículo, renovada en 1993, algunos de estos extras opcionales se incorporaron de serie en algunas de las versiones tope de gama, y en las versiones más lujosas (como el SLX 1.8 y el Suite 2.0) se ofrecieron algunos extras opcionales bastante interesantes. Además, en los detalles técnico-estéticos, destacaba el salpicadero con dial digital, disponible en las versiones SX, y uno de los elementos más apreciados del Tempra. Ya propuesto en el Tipo, este elemento fue mucho más apreciado en el Tempra, y un porcentaje muy elevado de modelos se lanzó con dial digital en lugar de analógico. Se dio un paso más en seguridad, con el refuerzo de la carrocería, la incorporación de barreras laterales antiintrusión tubulares más robustas de nuevo diseño, un volante amortiguador, airbags y cinturones de seguridad con pretensores. En 1994, Fiat priorizó aún más la seguridad pasiva con la introducción del equipamiento HSD (High Safety Drive), que incluía ABS de cuatro canales, airbag para el conductor, pretensores de cinturones de seguridad delanteros, reposacabezas delanteros y traseros, y ajuste del alcance de los faros.
Las ventas del Tempra en Europa cesaron en la primavera de 1997, tras la presentación del nuevo modelo, el Fiat Marea, en octubre de 1996. Este modelo era esencialmente una importante renovación del anterior, compartiendo la misma plataforma y parte de la mecánica. Sin embargo, el Tempra se mantuvo en producción en Turquía, Brasil y Egipto hasta 2001.
La producción del Tempra se trasladó primeramente a Turquía, donde el grupo TOFAŞ lo fabricaba bajo licencia y casi sin modificaciones respecto al modelo italiano, mientras que en Sudamérica su producción comenzó a fines de 1991 siendo su carrocería construida en Brasil, mientras que su planta impulsora era producida en Argentina por Cormec, siendo en este caso el mismo motor Fiat Twin Cam de 2.0 L, que en este último país equipaba a las últimas versiones del Fiat Regata que continuaría su producción hasta el año 1995, más allá de haber sido discontinuado en Italia en 1990. Igualmente en el Mercosur llevó en sus versiones más equipadas desde 1994 un impulsor a gasolina 2.0 16v de 127 cv de potencia con inyección multipunto de combustible y encendido electrónico digital (también producida por Cormec Argentina y ensamblada en Brasil).
De esta forma, el Tempra amplió sus fronteras de producción acaparando los mercados del Cercano Oriente y del Mercosur. Como curiosidad, en este último mercado se dio la particularidad de haberse presentado primeramente el Tempra, antes que su primo el Tipo y es de destacar que según el país, comercialmente compartió mercado con el Fiat Regata hasta 1995

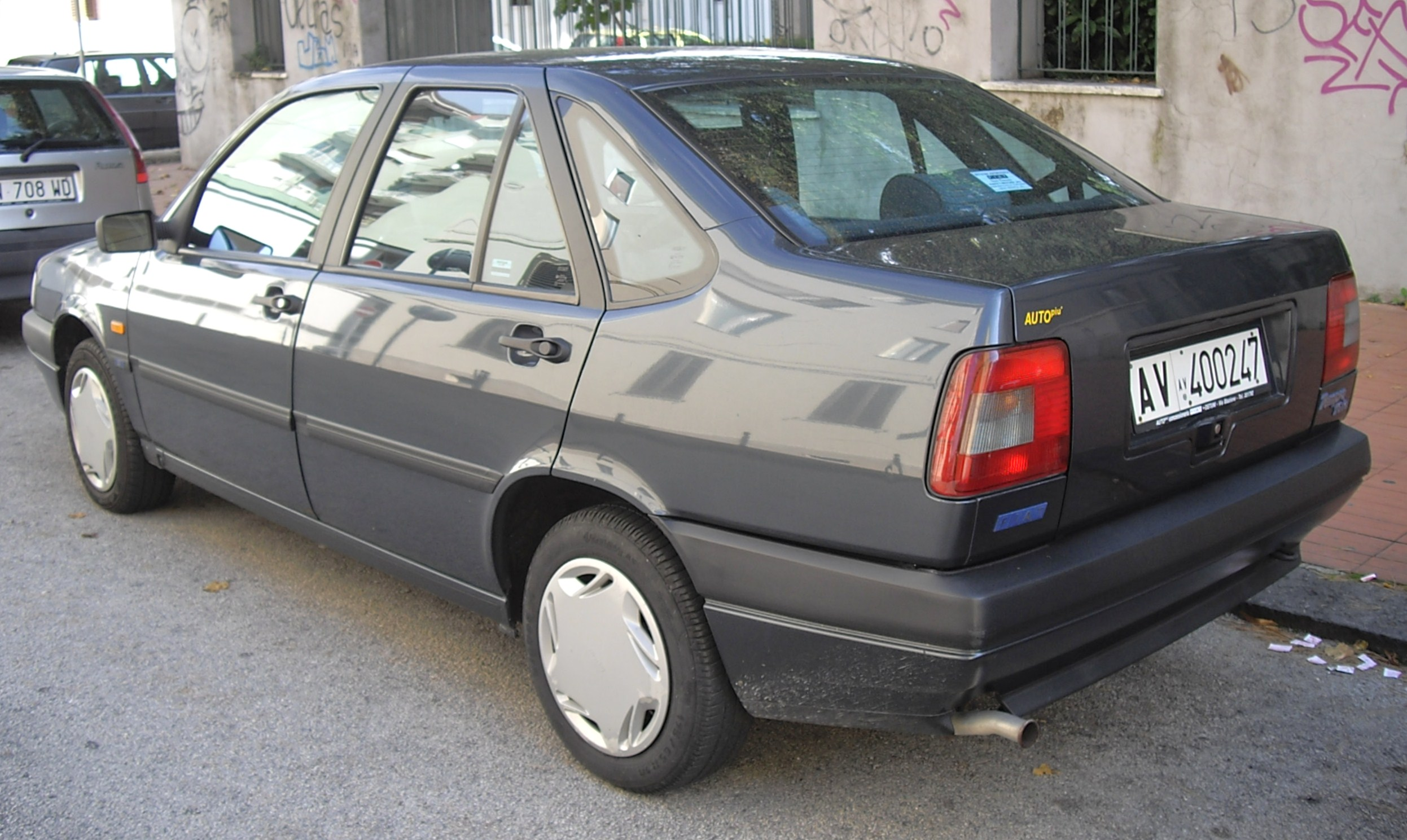
Vista trasera del Fiat Tempra berlina
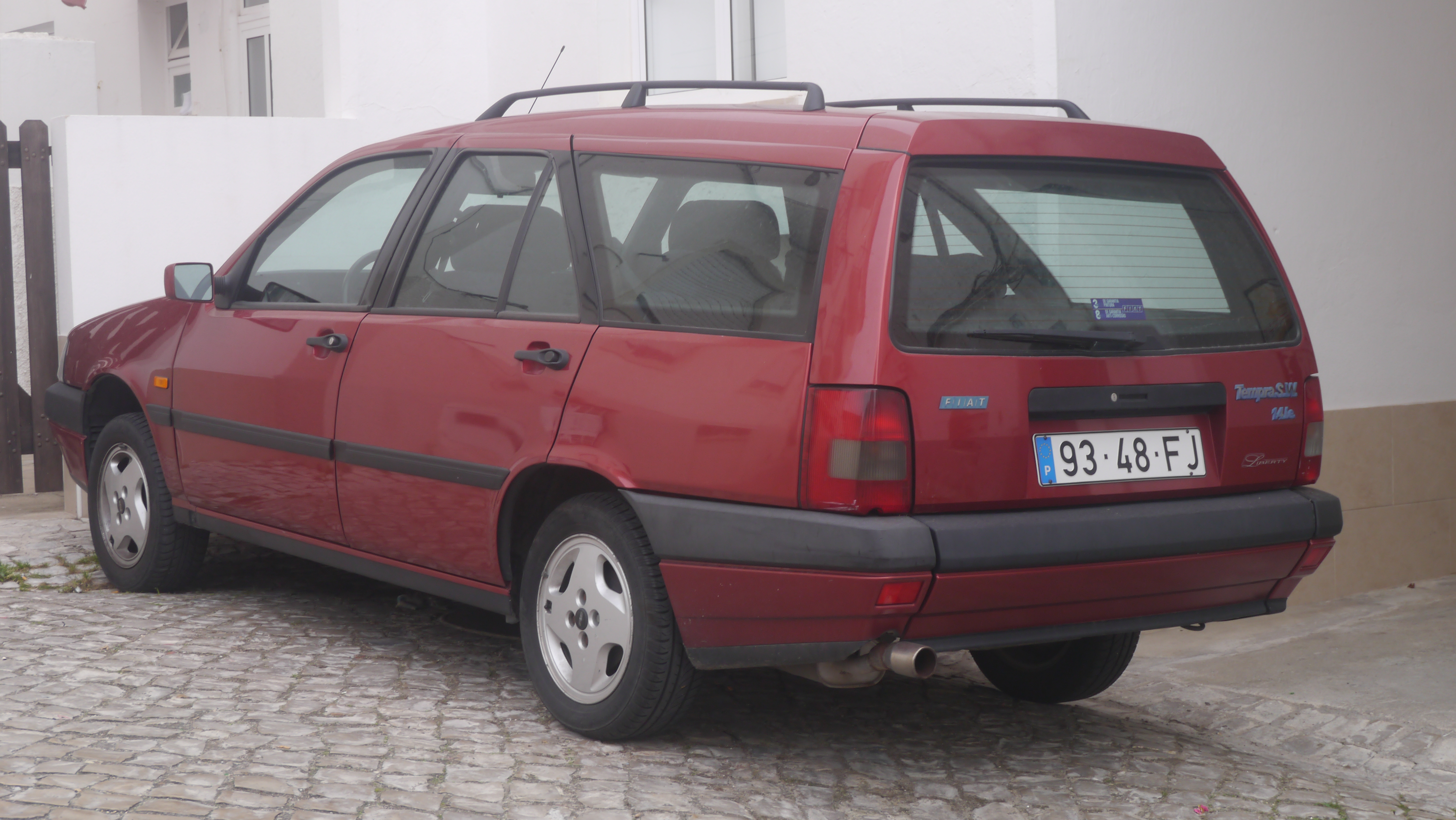
Vista trasera del Fiat Tempra familiar
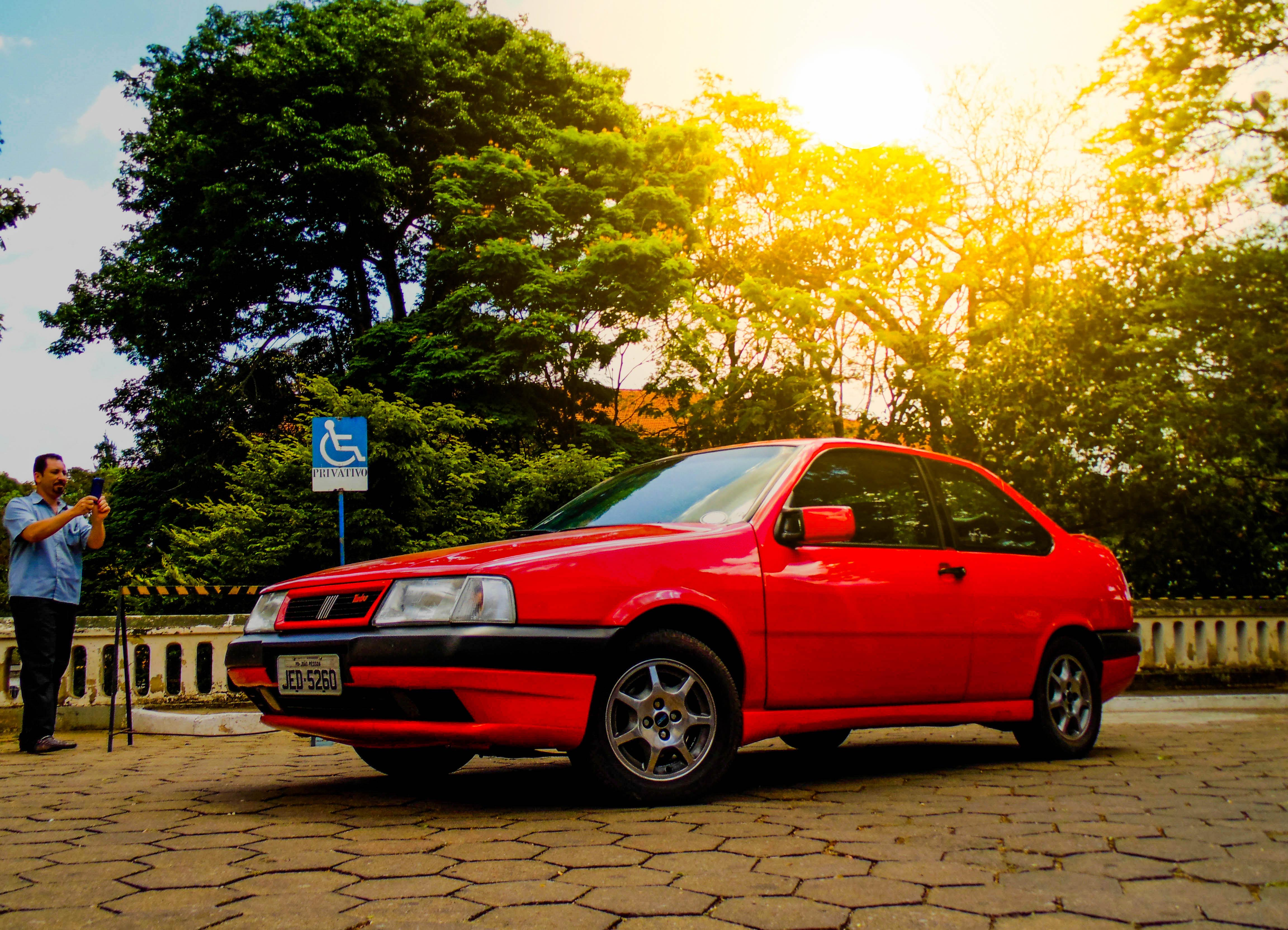
Fiat Tempra Turbo dos puertas
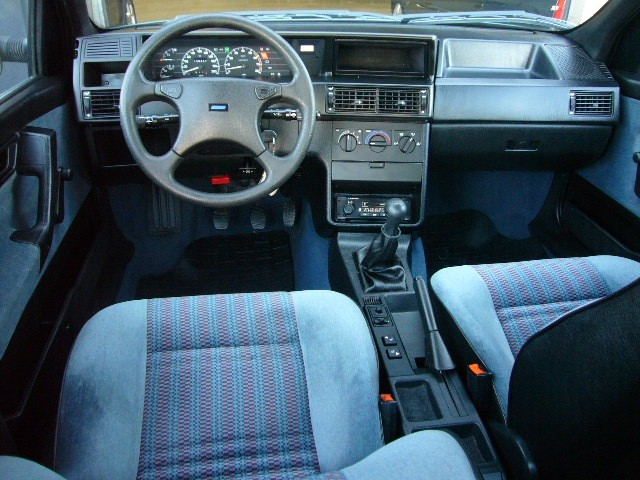
Habitáculo del Fiat Tempra
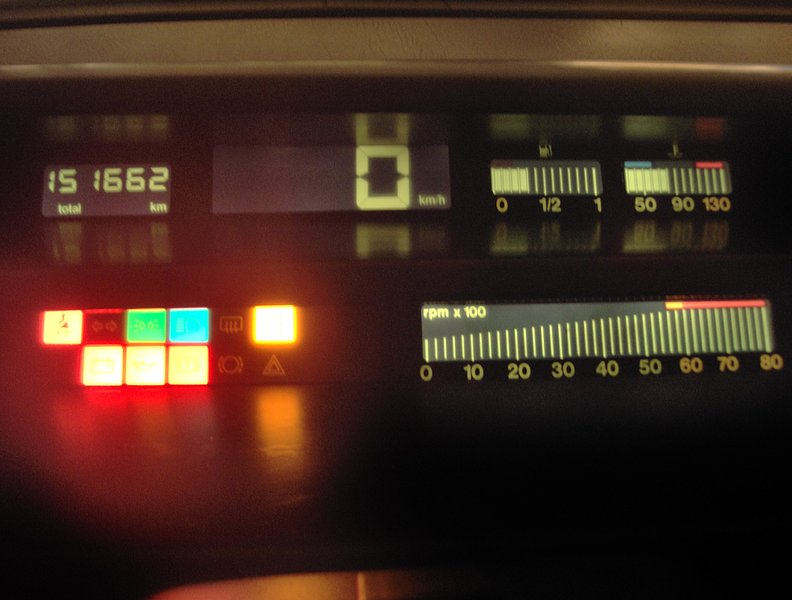
Versión con el cuadro de mandos digital
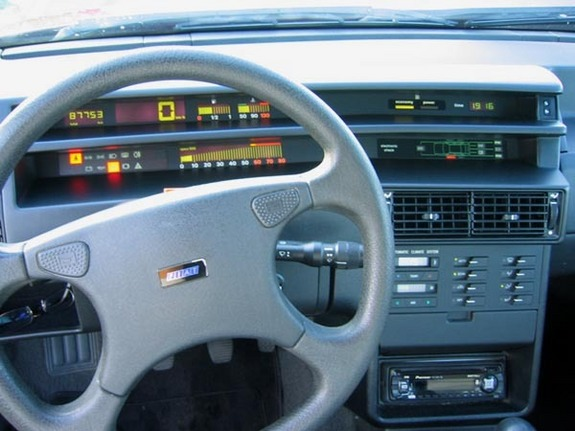
Vista ampliada del cuadro de mandos digital
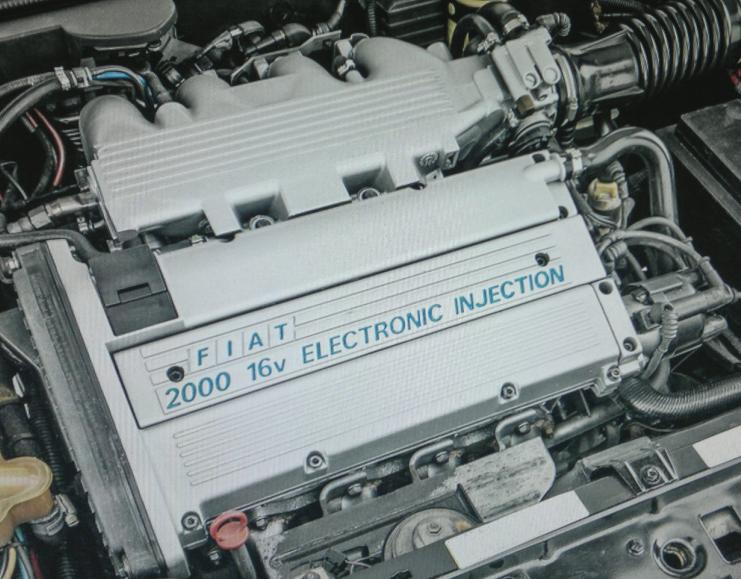
Motor 2.0 16v MPI

### Línea 1995
En el año 1995 Sevel lanza al mercado un leve rediseño del Fiat Tempra producido en Brasil (por Fiat Automoveis, S.A. en Minas Gerais, Brasil), con motores argentinos (de la fábrica Cormec) ahora con inyección electrónica de combustible del tipo monopunto (un único inyector en el cuerpo de aceleración) y multipunto (un inyector de combustible por cilindro, en el múltiple) para los 16v . 
Este rediseño consistió esencialmente en una nueva parrilla frontal, nuevo diseño de paragolpes y faros antiniebla integrales, además de nuevos conjuntos ópticos traseros; cambiaron de diseño las baguetas laterales (ahora más finas y sin logos de versión) y también se  reubicó la antena de radio, ahora en la luneta. Mientras que donde sí se vieron mayores modificaciones fue en el interior, adoptó un totalmente nuevo torpedo e instrumental, nueva consola central que ahora aloja el comando de los espejos eléctricos y de las ventanillas eléctricas traseras, así como un esquema renovado de tapizados de asientos y paneles contrapuertas siguiendo la línea símil pana. El nuevo volante es más deportivo ahora, de tres rayos y los levantavidrios eléctricos poseen temporizador.
Esta segunda edición del Fiat Tempra, incluía un airbag para el conductor, dentro del volante de dirección. 
Todas estas modificaciones ya de fin de vida, buscaron mantener actualizada la línea frente a los renovados por ejemplo Renault 19 (Fase II 1992) y Peugeot 405 (segunda fase lanzada en 1992). Este rediseño generalizado lo conservaría hasta su final de producción durante el año 1997.

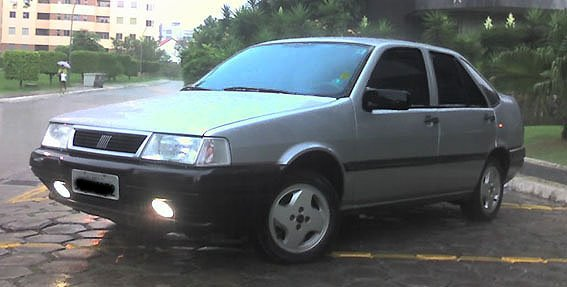
Frontal de la línea ´95
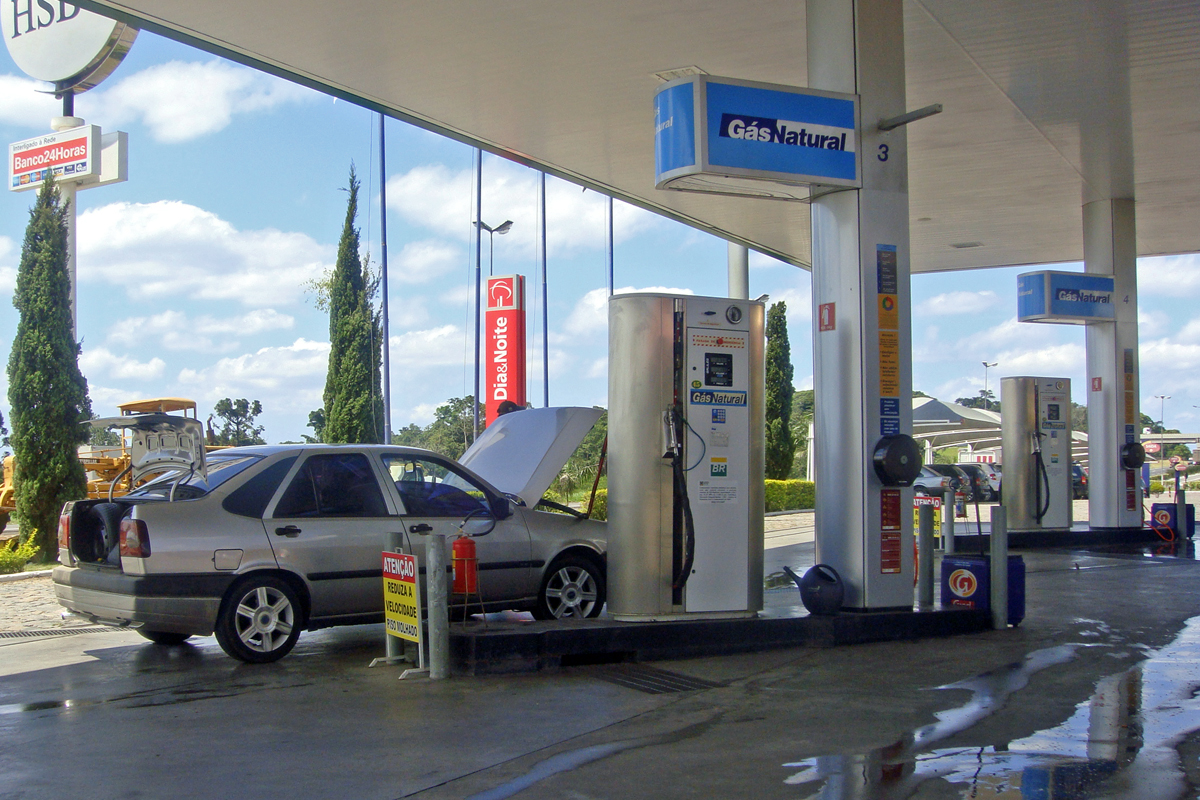
Vista lateral y posterior de la línea ´95

### Producción brasileña (1991–1999)

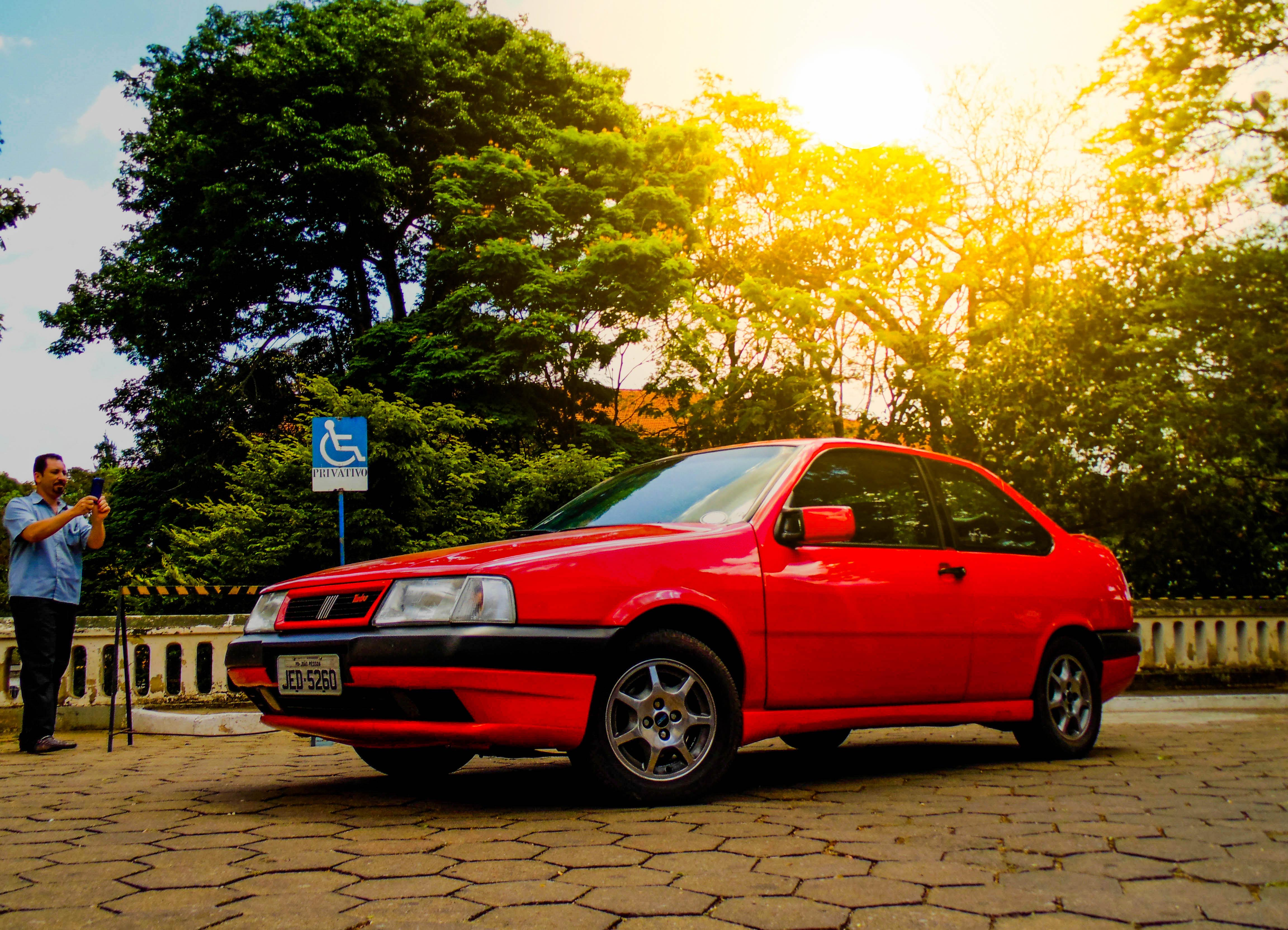
Fiat Tempra Turbo

Si bien el éxito del Tempra en Italia (particularmente como familiar) se debió a las ventajas mencionadas, sus ventas se vieron afectadas por la falta de una versión deportiva similar al Tipo 1.8 16v o GT, dado que en ese momento, casi todas las ofertas del mercado incluían al menos un modelo de alto rendimiento. En Europa, el motor más potente era el de 1995 cc y 113 CV, que, si bien era apropiado para el tipo de modelo, no podía describirse como deportivo.
Sin embargo, en Brasil, el Tempra se fabricó de 1991 a 1999 con motores y niveles de equipamiento nunca antes vistos en Europa, como el 2.0 i.e. 8V, el 16V (posteriormente renombrado HLX), el 2.0 16V de 136 CV (con un motor similar al Croma) y los Tempra Turbo de 2 puertas y Stile de 4 puertas con un motor 2.0 Turbo 8V de 165 CV. La diferencia más obvia, y quizás la más interesante, era la existencia de un sedán de dos puertas (casi un coupé) de indudable encanto, que nunca llegó a comercializarse en el extranjero, aunque algunos temían su lanzamiento. Estaba equipado con un motor 2.0 de 8 V sobrealimentado por un turbocompresor Garret que le permitía alcanzar una potencia de 165 CV. Con este motor, podía acelerar de 0 a 100 km/h en 8 segundos, con una velocidad máxima de 200 km/h. Las diferencias estéticas con el modelo europeo eran pocas, pero no insignificantes: los retrovisores exteriores eran similares a los del Lancia Thema de primera serie, el parachoques delantero con dos faros antiniebla más cercanos y bordes más redondeados (casi imperceptibles a simple vista), la parrilla delantera menos cuadrada, similar a la del Tipo de segunda serie, y, por último, la cerradura del maletero situada encima de la matrícula, en lugar de debajo, y la ausencia del portamatrículas trasero pegado.
Presentaba una suspensión trasera diferente, similar a la del Lancia Prisma.

## Mecánicas

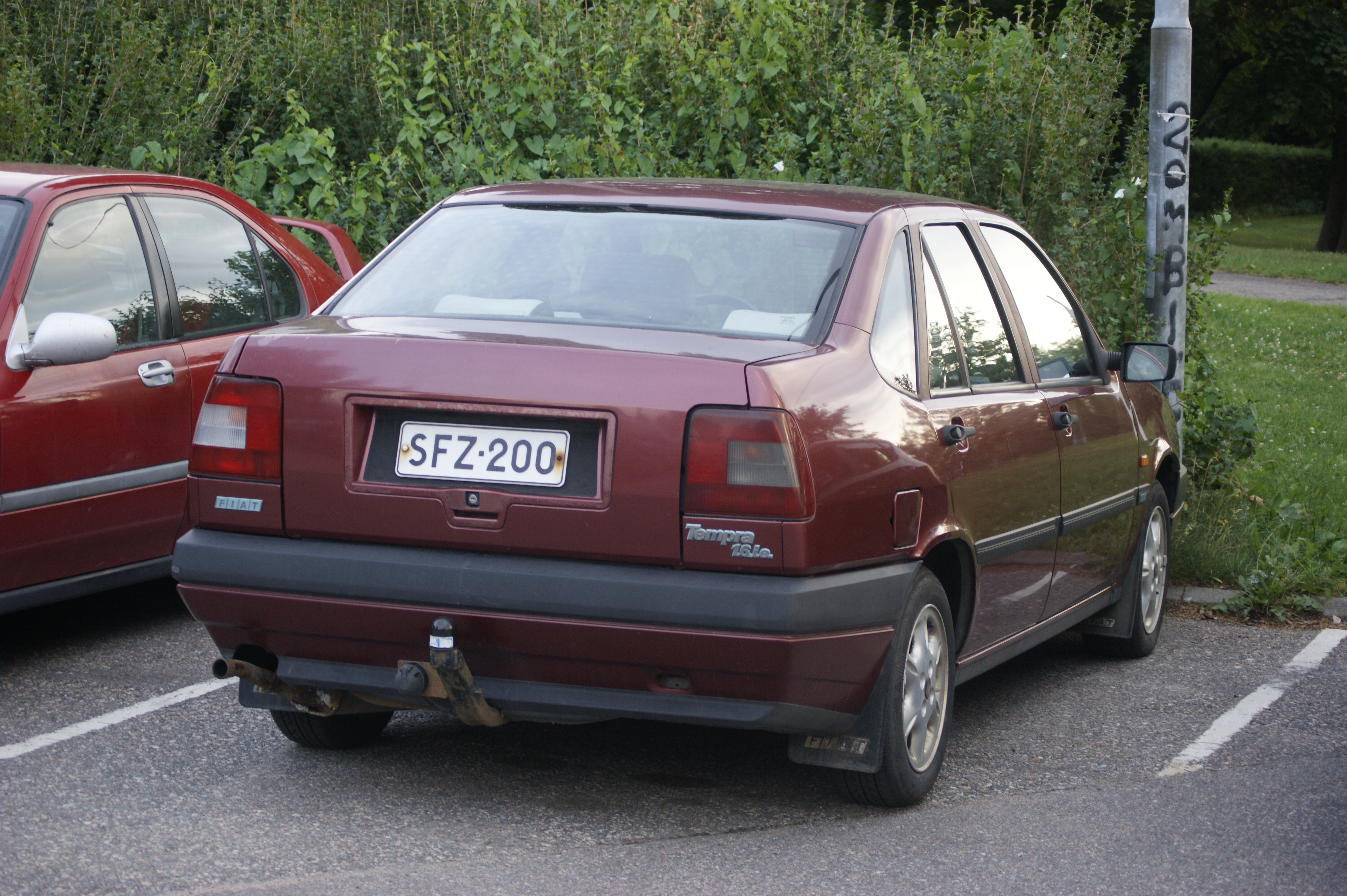
Fiat Tempra (vista trasera)

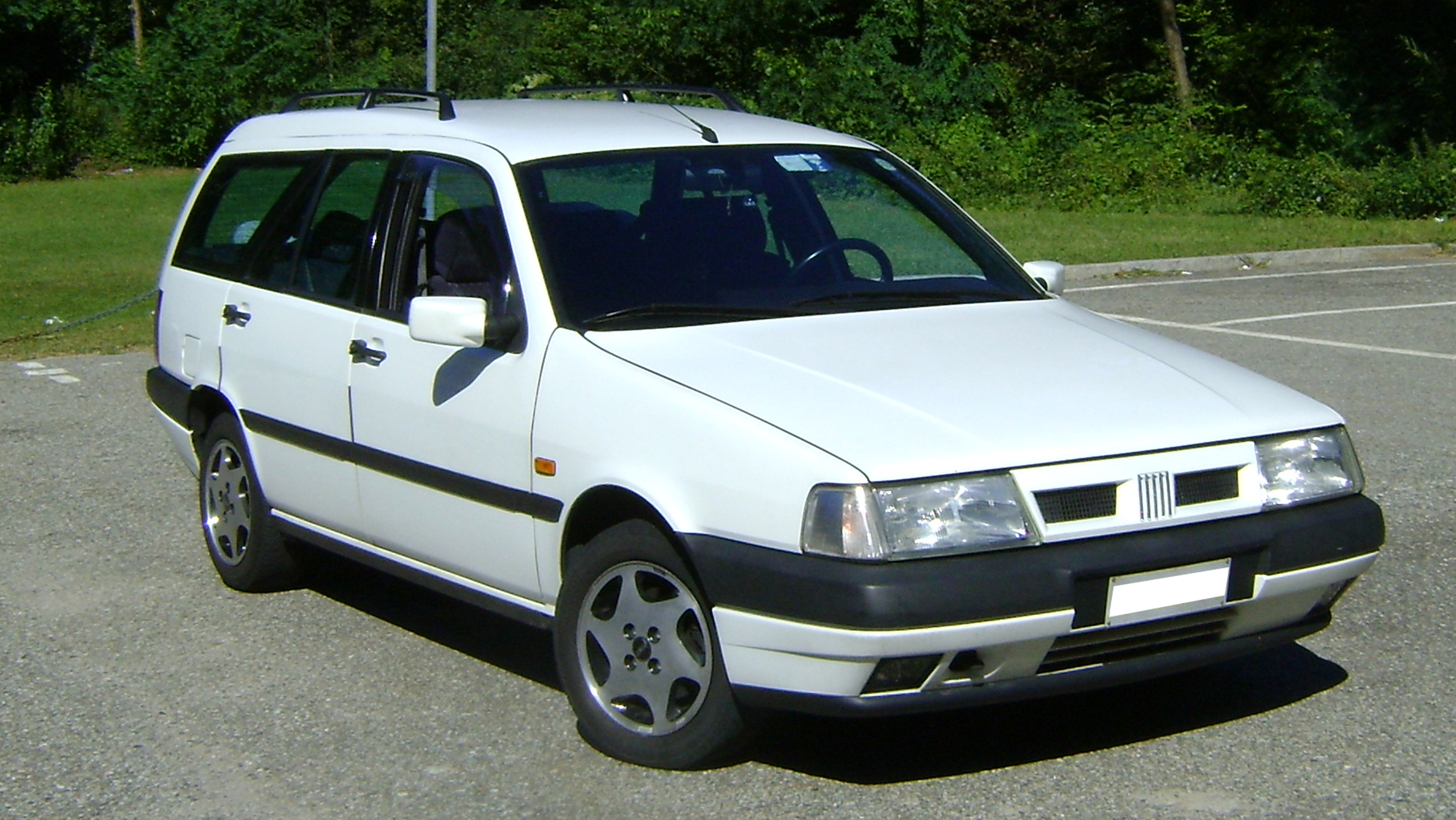
Fiat Tempra Station Wagon

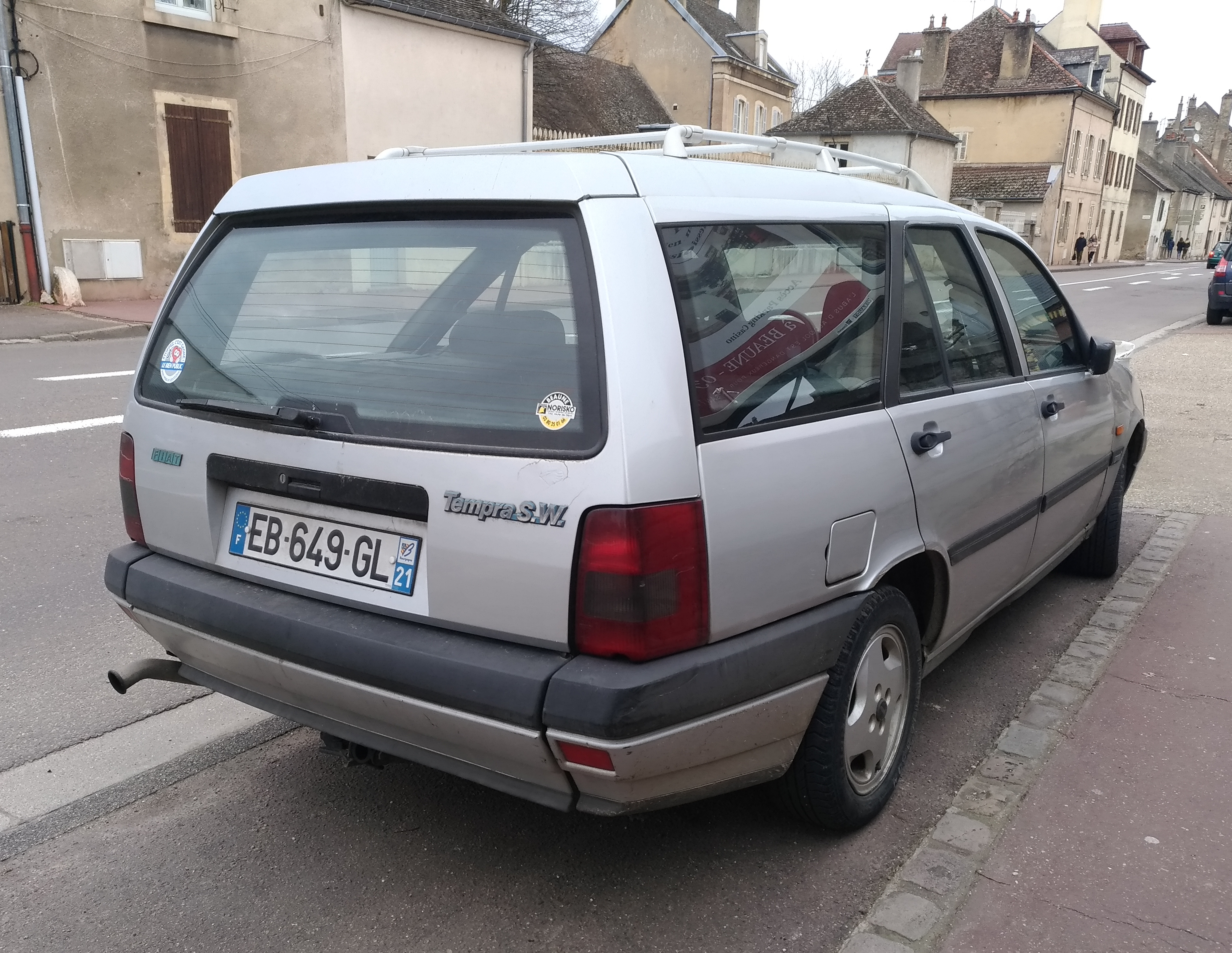
Fiat Tempra Station Wagon (vista trasera)

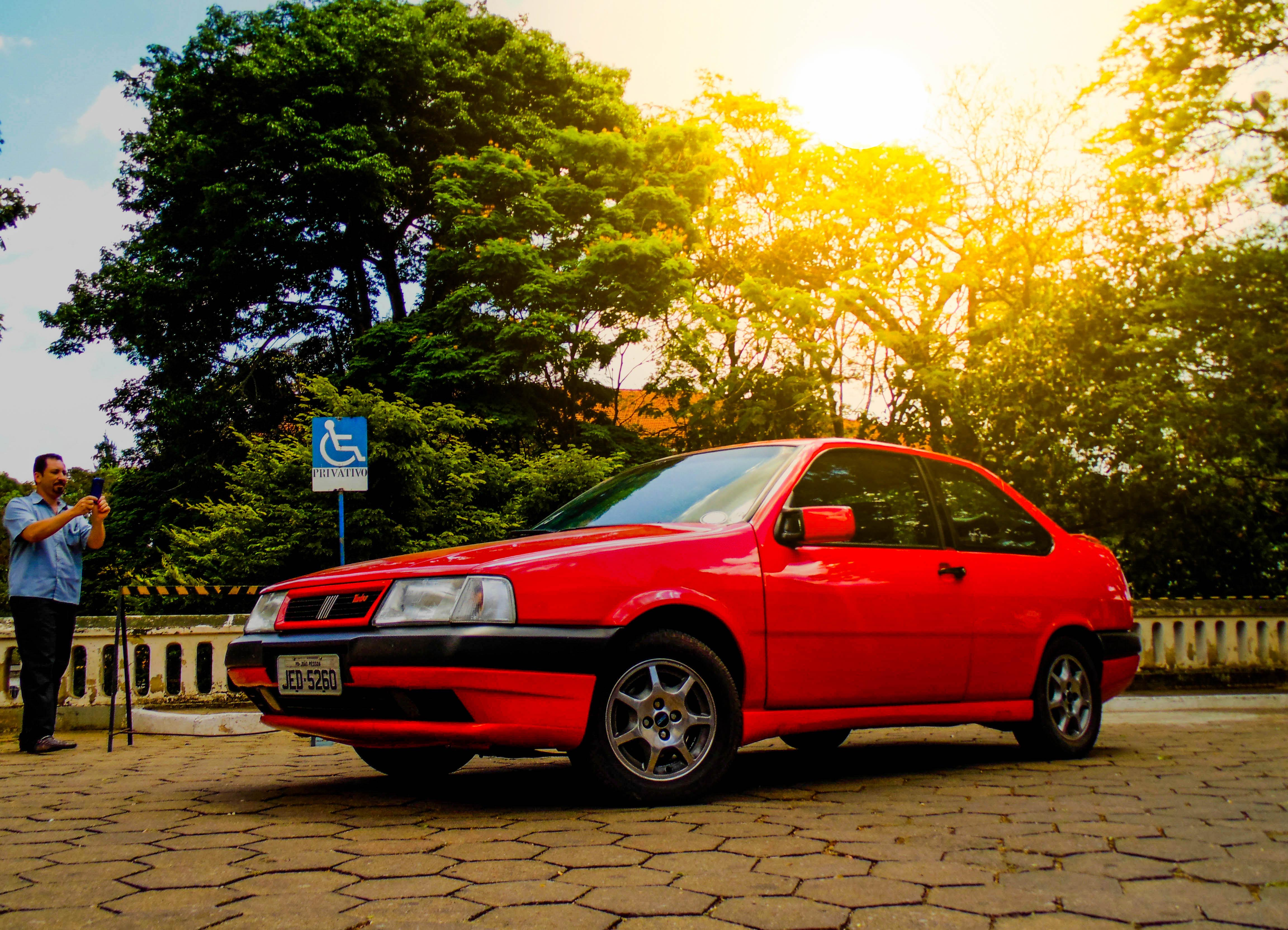
Fiat Tempra Turbo (Versión brasileña)

La gama de motores del Tempra era similar a la del Tipo. Inicialmente, los modelos de 1,4 y 1,6 litros contaban con motores de carburador. Ambos modelos se descontinuaron después de 1992 debido a las nuevas normas europeas de emisiones, por lo que todos los modelos a partir de 1993 incorporaron convertidores catalíticos e inyección electrónica de combustible.
La transmisión estándar era manual de cinco velocidades, y también se ofrecía opcionalmente una transmisión continuamente variable, una novedad en una berlina mediana. La transmisión CVT ya estaba disponible en los modelos Uno, Panda, Ritmo y Tipo.
La transmisión CVT, llamada "Selecta", estaba disponible solo con el motor de 1.6 litros en cualquiera de los dos estilos de carrocería. A partir de julio de 1991, el modelo SX de 2.0 litros estuvo disponible con una transmisión automática opcional de cuatro velocidades.
En el Salón del Automóvil de Ginebra de marzo de 1992, se presentó una versión con tracción integral permanente. Solo estaba disponible en la carrocería Station Wagon, equipada con el motor de dos litros. El sistema de tracción integral tiene una ligera preferencia delantera (56/44%).
Durante sus seis años de producción, se realizaron pocos cambios, salvo una pequeña renovación en abril de 1993, que dio como resultado una nueva parrilla frontal y otros cambios menores de estilo, así como un nuevo equipamiento.
Compartía piezas principales (en particular, las puertas) con el Fiat Tipo. Otros vehículos derivados de la misma plataforma eran el Lancia Dedra (el primo más similar del Tempra, que compartía todos los componentes mecánicos) y el Alfa Romeo 155.
El Tempra contaba con dos opciones exclusivas en Brasil: una carrocería coupé de dos puertas para cualquier motorización (de 1992 a 1994) y un motor turbo de 2.0 litros, que se vendió en la carrocería de dos puertas denominada "Tempra Turbo" (de 1994 a 1995) y en la de cuatro puertas denominada "Tempra Turbo Stile" (de 1996 a 1997).
El motor desarrollaba 165 caballos de vapor (121 kW; 163 HP) y 26,5 kgf⋅m (192 lb⋅ft; 260 N⋅m) de torque.
Las pruebas de la revista Period registraron un tiempo de 0 a 100 km/h (62 mph) en 8,2 segundos y una velocidad máxima de 213 kilómetros por hora (132 mph) para el Tempra Turbo de dos puertas en 1994. El Tempra Turbo de 1994 fue apenas el segundo auto turboalimentado en entrar en producción en serie en Brasil. El primero fue el Uno Turbo, también en 1994.

## Equipamiento y niveles de equipamiento

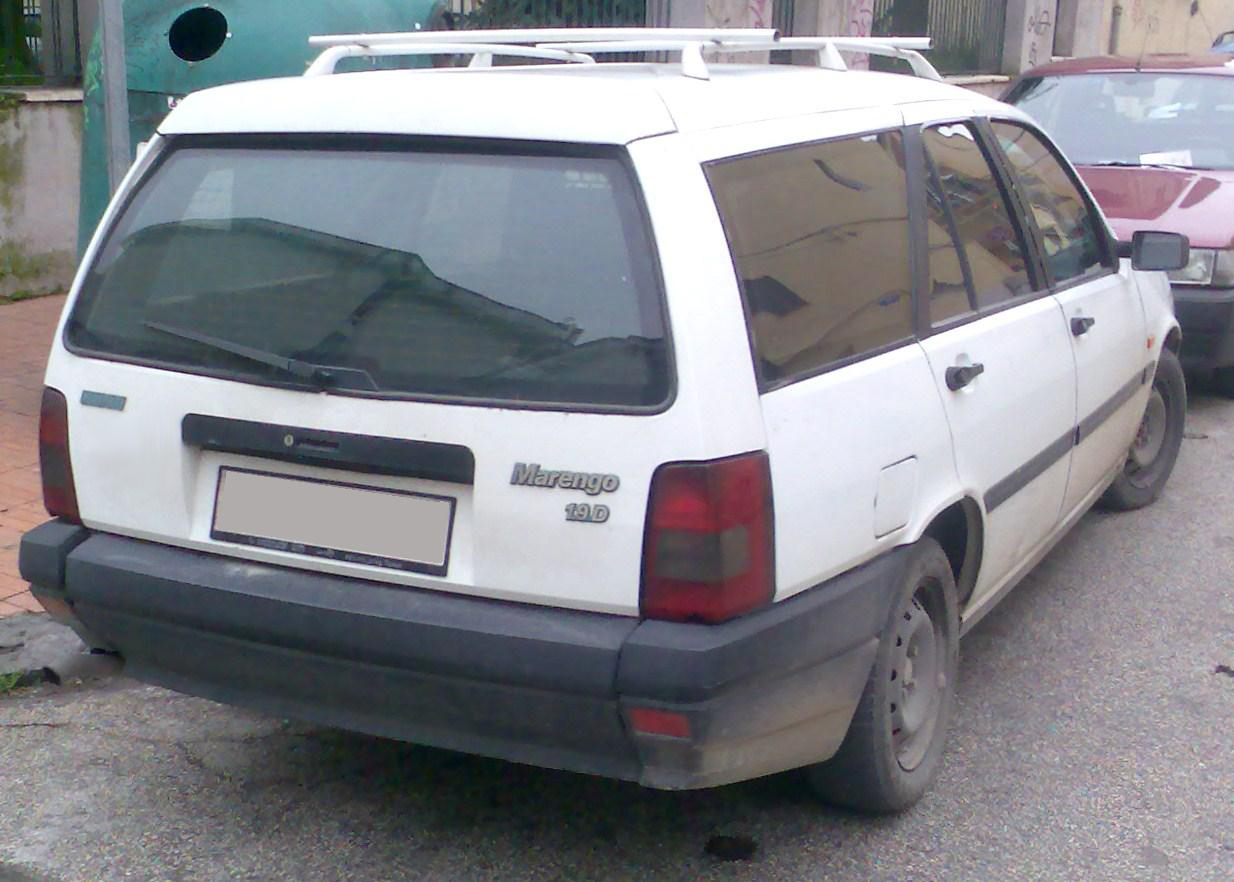
Fiat Marengo

En los primeros años de producción, solo había dos niveles de equipamiento disponibles: el estándar (S) y el SX, ambos razonablemente equipados considerando el bajo precio del Tempra.
Los modelos SX, por ejemplo, contaban con elevalunas eléctricos, cierres eléctricos, cinturones de seguridad y volante ajustables, faros antiniebla delanteros, parachoques del color de la carrocería, tapicería de terciopelo, un tablero digital futurista y muchos otros extras de serie. También estaban disponibles con extras opcionales como frenos antibloqueo, llantas de aleación, techo solar y climatizador electrónico.
Una renovación en abril de 1993 incluyó más niveles de equipamiento, que abarcaban desde los modelos estándar ("L" en el Reino Unido, donde solo estaba disponible con motor de 1.4 litros), pasando por los modelos S y SX, hasta el SLX, el modelo superior, disponible solo con motores de 1.8 y 2.0 litros en el Reino Unido. El airbag opcional para el conductor fue otra innovación de ese año.
Los Station Wagon con tracción en las cuatro ruedas siguieron estando disponibles en algunos mercados, como Suiza.
En Turquía, donde Tofaş fabricó el coche, también estaban disponibles los acabados "SX A" y "SX AK" (con climatizador). El Tempra número 1.000.000 que Tofaş fabricó fue un modelo 2.0, es decir, de 16 válvulas. El Tempra turco de 16 válvulas no se vendió en el resto de Europa; también estaba disponible con carrocería familiar y tiene un motor de 148 CV (109 kW).
También se vendió en el mercado italiano una carrocería de furgoneta llamada Marengo, nombre que también se utilizó anteriormente con el Regata Weekend y posteriormente con el Marea Weekend. Se trata de una versión comercial del Tempra basada en la carrocería Station Wagon, pero con equipamiento básico, lunas traseras tintadas y sin asientos traseros. Los motores más comunes eran diésel atmosféricos.

## Problemas conocidos

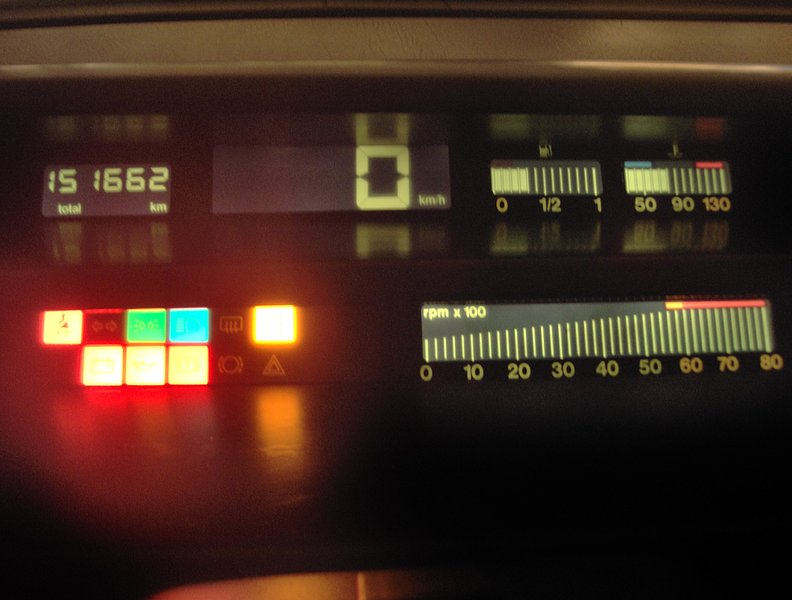
Tablero digital en los modelos SX

Quattroruote, una popular revista italiana de automovilismo, reportó algunas fallas y defectos en el Tempra. El primer problema reportado fue la entrada de agua a través de las juntas del parabrisas, un problema que ya afectaba a otros vehículos Fiat, especialmente al Alfa 33, que en condiciones de lluvia acumulaba una cantidad considerable de agua. Este problema se reportó entre 1990 y 1992 y se solucionó utilizando una mayor cantidad de sellador al instalar el parabrisas.
Otro problema reportado fue el alto consumo de aceite, especialmente en el motor de 1581 cc, un defecto común en el Tipo (con el mismo motor) y el Panda (motor 1000 FIRE). Este mismo problema se reportó en otros vehículos Fiat, pero desapareció con el nuevo motor de 1.6 L.
En el mismo modelo, a partir de 1994, el coche comenzó a presentar algunas fallas electrónicas, en elementos como la unidad de control electrónico, la llave codificada y el sistema eléctrico. Un fallo de diseño del Tempra era que su luneta trasera era demasiado pequeña e inclinada, y el colín demasiado alto, lo que dificultaba la visibilidad trasera. Este problema era común en el 155 y el Dedra, y fue una de las razones por las que el familiar tuvo más éxito que la berlina, especialmente en el Reino Unido.

## Cualidades

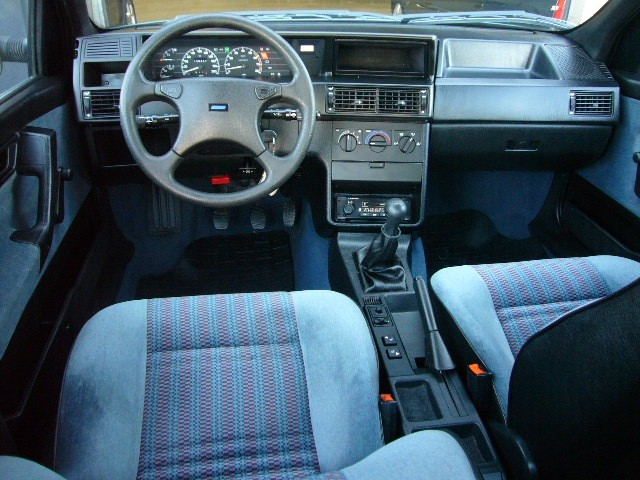
Interior del Tempra y su tablero de instrumentos estándar en los modelos S

La autonomía media de un sedán de 1,6 litros y 55 kW era de unos 920 km (572 mi) (14 km/L o 7,1 L/100 km o 39,5 mpg‑imp), y el consumo a velocidad constante era de 16,5 km/L (6,1 L/100 km; 46,6 mpg‑imp) a 90 km/h (56 mph) y de 11,6 km/L (8,6 L/100 km; 32,8 mpg‑imp) a 130 km/h (81 mph). A todo esto contribuyó una aerodinámica favorable (Cx 0,297) y solo 17,2 CV restados a 100 km/h (62 mph), que fue el mejor resultado entre todos los rivales.
Otra ventaja era la estructura galvanizada, que permitía al vehículo resistir la oxidación con el paso del tiempo, mostrando una buena resistencia a las inclemencias del tiempo y a las inclemencias del tiempo tras muchos años. Otras cualidades eran la robustez y fiabilidad de la mecánica, gracias al motor, que podía utilizarse en condiciones de conducción urbanas, extraurbanas y en carretera.
La capacidad de equipaje, especialmente en la furgoneta Marengo, también era una de las favoritas entre las empresas, sobre todo con el motor diésel de 1929 cc, y el espacio interior era cómodo para cinco personas en viajes largos.

## F1 Safety Car
Una versión brasileña del Tempra de 16 válvulas tuvo el honorable papel de ser utilizada en la Fórmula 1 como Safety Car durante la temporada de 1993, sobre todo en el Gran Premio de Brasil..

## Fin de producción
El Tempra se discontinuó en Europa en agosto de 1996 y en Brasil en 1998. Fue reemplazado por el Marea, basado en los Bravo/Brava, los sustitutos del Tipo, el coche hermano del Tempra. En Brasil, se produjeron 204.795 Tempras en ocho años, y en Turquía, donde Tofaş lo fabricó desde noviembre de 1990 hasta 1999, se fabricaron 129.590.

## El Tempra en competición

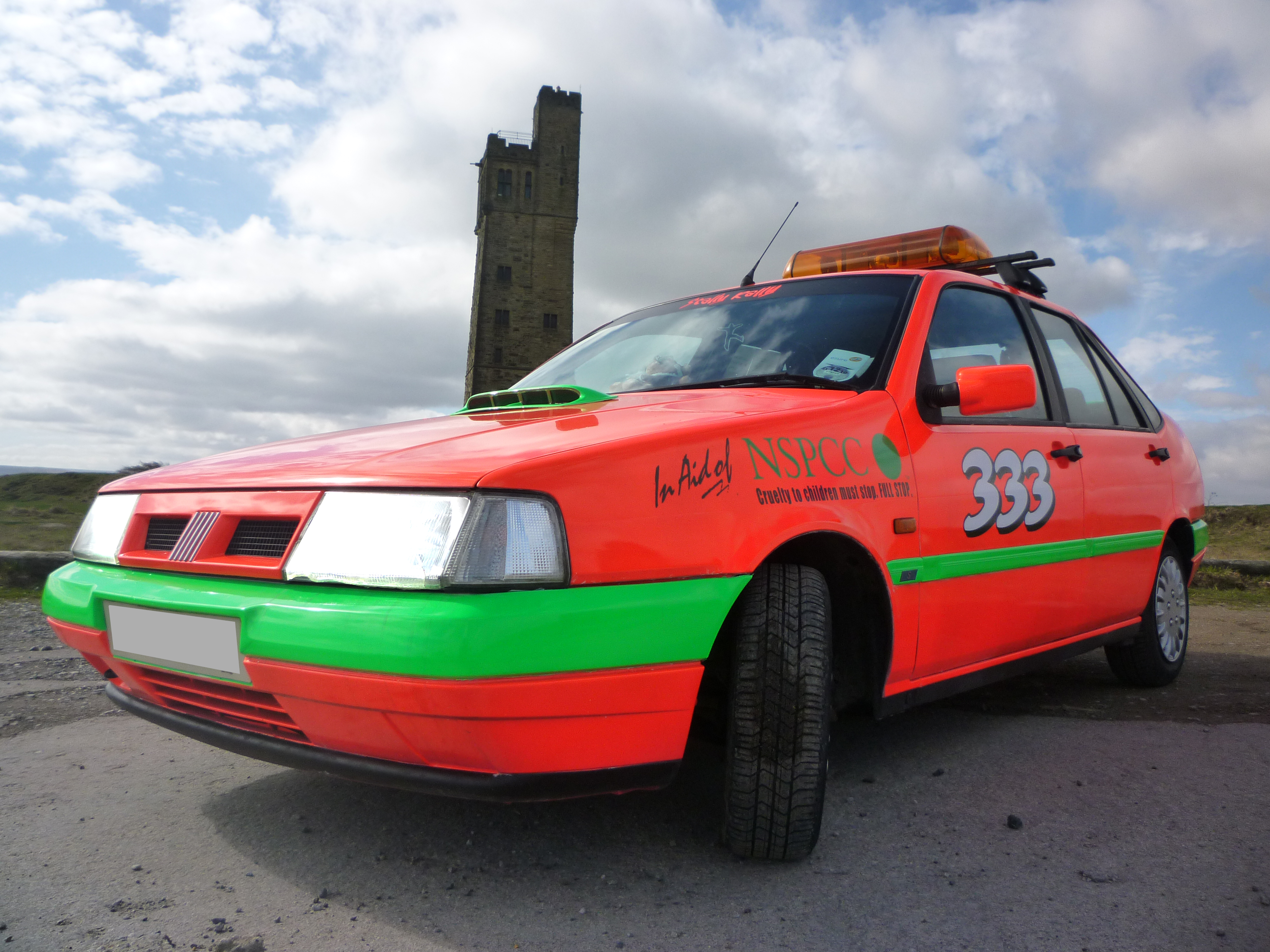
Fiat Tempra 2º puesto en el Rally Scally

En septiembre de 2010, un Fiat Tempra 1.6 litros de 90 CV quedó en segundo lugar en el Rally Scally anual, una carrera automovilística organizada en Gran Bretaña para coches de menos de 100 libras. El coche, conducido por dos amigos de Huddersfield, West Yorkshire, participó en la competición europea con salida en Calais y llegada en Rímini. El coche, con el número 333, quedó en segundo lugar y recaudó 6.000 libras para la NSPCC, una organización benéfica británica que ayuda a las víctimas de abuso infantil. En enero de 2011, el mismo coche protagonizó otra hazaña organizada por la página de fans de Fiat Tempra en Facebook, recorriendo 1.600 kilómetros desde Huddersfield hasta Laveno Mombello, en la provincia de Varese. El trayecto se completó con tan solo dos depósitos de gasolina.

## Fichas técnicas
| Modelo                   | Fiat Tempra                                        | Fiat Tempra                                        | Fiat Tempra                                        | Fiat Tempra                                        | Fiat Tempra                                        | Fiat Tempra                                        | Fiat Tempra | Fiat Tempra | Fiat Tempra | Fiat Tempra | Fiat Tempra | Fiat Tempra | Fiat Tempra | Fiat Tempra | Fiat Tempra | Fiat Tempra | Fiat Tempra | Fiat Tempra | Fiat Tempra | Fiat Tempra | Fiat Tempra |
| ------------------------ | -------------------------------------------------- | -------------------------------------------------- | -------------------------------------------------- | -------------------------------------------------- | -------------------------------------------------- | -------------------------------------------------- | ----------- | ----------- | ----------- | ----------- | ----------- | ----------- | ----------- | ----------- | ----------- | ----------- | ----------- | ----------- | ----------- | ----------- | ----------- |
| Valores                  |                                                    |                                                    |                                                    |                                                    |                                                    |                                                    |             |             |             |             |             |             |             |             |             |             |             |             |             |             |             |
| 1.4                      | 1.6                                                | 1.6 AT                                             | 1.8 ie SX                                          | 1.9 D                                              | 2.0 16V MPI                                        |                                                    |             |             |             |             |             |             |             |             |             |             |             |             |             |             |             |
| Lanzamiento              | 1 de septiembre de 1990                            | 1 de septiembre de 1990                            | 1 de septiembre de 1990                            | 1 de septiembre de 1990                            | 1 de septiembre de 1990                            | 1993                                               |             |             |             |             |             |             |             |             |             |             |             |             |             |             |             |
| Cese de producción       | 1 de mayo de 1992                                  | 1 de mayo de 1992                                  | 1 de mayo de 1992                                  | 1 de mayo de 1992                                  | 1 de mayo de 1992                                  | 1997                                               |             |             |             |             |             |             |             |             |             |             |             |             |             |             |             |
| Motorización             | Fiat Tipo 1.4                                      | Fiat Tipo 1.6                                      | Fiat Tipo 1.6                                      | Fiat Twin Cam 1.8                                  | Fiat Diésel SOHC 1.9                               | Fiat 2.0 DOHC 16v                                  |             |             |             |             |             |             |             |             |             |             |             |             |             |             |             |
| Cilindrada               | 1372 cm³                                           | 1581 cm³                                           | 1581 cm³                                           | 1756 cm³                                           | 1929 cm³                                           | 1995 cm³                                           |             |             |             |             |             |             |             |             |             |             |             |             |             |             |             |
| Combustible              | Gasolina                                           | Gasolina                                           | Gasolina                                           | Gasolina                                           | Diésel                                             | Gasolina sin plomo                                 |             |             |             |             |             |             |             |             |             |             |             |             |             |             |             |
| Alimentación             | Carburador                                         | Carburador                                         | Carburador                                         | Inyección electrónica                              | Inyección electrónica                              | Inyección electrónica multipunto                   |             |             |             |             |             |             |             |             |             |             |             |             |             |             |             |
| Válvulas                 | 8 (2 por cilindro)                                 | 8 (2 por cilindro)                                 | 8 (2 por cilindro)                                 | 8 (2 por cilindro)                                 | 8 (2 por cilindro)                                 | 16 (4 por cilindro)                                |             |             |             |             |             |             |             |             |             |             |             |             |             |             |             |
| Potencia                 | 78 CV a 6000 RPM                                   | 86 CV a 6000 RPM                                   | 86 CV a 6000 RPM                                   | 110 CV a 6000 RPM                                  | 65 CV a 6000 rpm                                   | 127 CV a 5750 rpm                                  |             |             |             |             |             |             |             |             |             |             |             |             |             |             |             |
| Par motor                | 108 Nm a 2900 rpm                                  | 128 Nm a 3000 rpm                                  | 128 Nm a 3000 rpm                                  | 142 Nm a 2500 rpm                                  | 119 Nm a 2000 rpm                                  | 18.4 kgm a 4750 rpm                                |             |             |             |             |             |             |             |             |             |             |             |             |             |             |             |
| Relación de compresión   | 9,2:1                                              |                                                    |                                                    |                                                    |                                                    | 9,5:1                                              |             |             |             |             |             |             |             |             |             |             |             |             |             |             |             |
| Transmisión              | Manual                                             | Manual                                             | Automática                                         | Manual                                             | Manual                                             | Manual                                             |             |             |             |             |             |             |             |             |             |             |             |             |             |             |             |
| Velocidades              | 5 marchas y M.A.                                   | 5 marchas y M.A.                                   | 4 marchas y M.A.                                   | 5 marchas y M.A.                                   | 5 marchas y M.A.                                   | 5 marchas y M.A.                                   |             |             |             |             |             |             |             |             |             |             |             |             |             |             |             |
| Tracción                 | Delantera                                          | Delantera                                          | Delantera                                          | Delantera                                          | Delantera                                          | Delantera                                          |             |             |             |             |             |             |             |             |             |             |             |             |             |             |             |
| Largo                    | 4.354 mm                                           | 4.354 mm                                           | 4.354 mm                                           | 4.354 mm                                           | 4.354 mm                                           | 4.354 mm                                           |             |             |             |             |             |             |             |             |             |             |             |             |             |             |             |
| Ancho                    | 1.702 mm                                           | 1.702 mm                                           | 1.702 mm                                           | 1.702 mm                                           | 1.702 mm                                           | 1.702 mm                                           |             |             |             |             |             |             |             |             |             |             |             |             |             |             |             |
| Alto                     | 1.457 mm                                           | 1.457 mm                                           | 1.457 mm                                           | 1.457 mm                                           | 1.457 mm                                           | 1.457 mm                                           |             |             |             |             |             |             |             |             |             |             |             |             |             |             |             |
| Batalla                  | 2.543 mm                                           | 2.543 mm                                           | 2.543 mm                                           | 2.543 mm                                           | 2.543 mm                                           | 2.543 mm                                           |             |             |             |             |             |             |             |             |             |             |             |             |             |             |             |
| Trocha delantera         | 1.426 mm                                           | 1.426 mm                                           | 1.426 mm                                           | 1.426 mm                                           | 1.426 mm                                           | 1.426 mm                                           |             |             |             |             |             |             |             |             |             |             |             |             |             |             |             |
| Trocha trasera           | 1.404 mm                                           | 1.404 mm                                           | 1.404 mm                                           | 1.404 mm                                           | 1.404 mm                                           | 1.404 mm                                           |             |             |             |             |             |             |             |             |             |             |             |             |             |             |             |
| Peso                     | 1.240 kg                                           | 1.240 kg                                           | 1.240 kg                                           | 1.240 kg                                           | 1.240 kg                                           |                                                    |             |             |             |             |             |             |             |             |             |             |             |             |             |             |             |
| Depósito de combustible. | 70 L                                               | 70 L                                               | 70 L                                               | 70 L                                               | 70 L                                               | 70 L                                               |             |             |             |             |             |             |             |             |             |             |             |             |             |             |             |
| Frenos Delanteros        | Disco                                              | Disco                                              | Disco                                              | Disco                                              | Disco                                              | Disco con ABS                                      |             |             |             |             |             |             |             |             |             |             |             |             |             |             |             |
| Frenos Traseros          | Tambor con servo                                   | Tambor con servo                                   | Tambor con servo                                   | Tambor con servo                                   | Tambor con servo                                   | Disco con ABS                                      |             |             |             |             |             |             |             |             |             |             |             |             |             |             |             |
| Dirección                | Hidráulica con piñón y cremallera.                 | Hidráulica con piñón y cremallera.                 | Hidráulica con piñón y cremallera.                 | Hidráulica con piñón y cremallera.                 | Hidráulica con piñón y cremallera.                 | Hidráulica con piñón y cremallera.                 |             |             |             |             |             |             |             |             |             |             |             |             |             |             |             |
| Suspensión Delantera     | Indep. Mc Pherson. Brazos inferiores transversales | Indep. Mc Pherson. Brazos inferiores transversales | Indep. Mc Pherson. Brazos inferiores transversales | Indep. Mc Pherson. Brazos inferiores transversales | Indep. Mc Pherson. Brazos inferiores transversales | Indep. Mc Pherson. Brazos inferiores transversales |             |             |             |             |             |             |             |             |             |             |             |             |             |             |             |
| Suspensión Trasera       | Indep. Mc Pherson. Brazos inferiores transversales | Indep. Mc Pherson. Brazos inferiores transversales | Indep. Mc Pherson. Brazos inferiores transversales | Indep. Mc Pherson. Brazos inferiores transversales | Indep. Mc Pherson. Brazos inferiores transversales | Indep. Mc Pherson. Brazos inferiores transversales |             |             |             |             |             |             |             |             |             |             |             |             |             |             |             |

| Modelo             | Fiat Tempra             | Fiat Tempra             | Fiat Tempra             | Fiat Tempra             | Fiat Tempra             | Fiat Tempra                      | Fiat Tempra                     |
| ------------------ | ----------------------- | ----------------------- | ----------------------- | ----------------------- | ----------------------- | -------------------------------- | ------------------------------- |
| Valores            |                         |                         |                         |                         |                         |                                  |                                 |
| 1.6 S              | 1.6 S AT                | 1.6 SX                  | 1.6 SX AT               | 1.9 TDS                 | 2.0 16V MPI             | 2.0 8v SPI                       |                                 |
| Lanzamiento        | 1 de septiembre de 1990 | 1 de septiembre de 1990 | 1 de septiembre de 1990 | 1 de septiembre de 1990 | 1 de septiembre de 1990 | mayo de 1994                     | 1995                            |
| Cese de producción | 1 de mayo de 1992       | 1 de mayo de 1992       | 1 de mayo de 1992       | 1 de mayo de 1992       | 1 de junio de 1993      | 1997                             | 1997                            |
| Motorización       | Fiat Tipo 1.6           | Fiat Tipo 1.6           | Fiat Tipo 1.6           | Fiat Tipo 1.6           | Fiat Diésel SOHC 1.9    | Fiat 2.0 16v DOHC                | Fiat 2.0 8v DOHC                |
| Cilindrada         | 1581 cm³                | 1581 cm³                | 1581 cm³                | 1581 cm³                | 1929 cm³                | 1995 cm³                         | 1995 cm³                        |
| Combustible        | Gasolina                | Gasolina                | Gasolina                | Gasolina                | Diesel                  | Gasolina sin plomo               | Gasolina sin plomo              |
| Alimentación       | Carburador              | Carburador              | Carburador              | Carburador              | Inyección electrónica   | Inyección electrónica multipunto | Inyección electrónica monopunto |
| Transmisión        | Manual                  | Automática              | Manual                  | Automática              | Manual                  | Manual                           | Manual                          |
| Velocidades        | 5 marchas y M.A.        | 4 marchas y M.A.        | 5 marchas y M.A.        | 4 marchas y M.A.        | 5 marchas y M.A.        | 5 marchas y M.A.                 | 5 marchas y M.A.                |

- [14]
- [34]